# Де Соуза Грегорио Жуниор, Марсио
Марсио де Соуза Грегорио Жуниор, более известен как Марсиньо (порт.-браз. Marcio de Souza Gregório Júnior; 14 мая 1986, Волта-Редонда, Бразилия) — бразильский футболист, полузащитник.

## Карьера
Воспитанник клуба «Волта-Редонда». Выступал за бразильские клубы, европейскую карьеру начинал в болгарском ЦСКА, куда перешел как свободный агент зимой 2012/13. За полгода он провёл 7 матчей, забил 3 гола. В сезоне 2013/14 сыграл 22 матча, забил 4 мяча.
1 июля 2014 года перешёл в российский клуб «Уфа».
23 января 2017 года было объявлено о подписании контракта на полгода с турецким «Газиантепспором».
17 августа 2017 года Марсиньо подписал контракт с индийским «Норт-Ист Юнайтед», затем уехал в бразильский клуб «Крисиума».